# オブイェークト770
オブイェークト770とはソビエト連邦の試作重戦車である。設計はパーヴェル・イサコフによる。

## 経歴
1956年、ソ連では新型の重戦車を研究していた。オブイェークト770とは、パーヴェル・イサコフの主導のもとチェリャビンスク・トラクター工場で開発された試験的な重戦車計画である。

## 説明
オブイェークト770の車体前面はT-54のような傾斜装甲になっている。この戦車は乗員4名で動かされた。オブイェークト770はNBC防御システムを装備する。砲塔は前方寄りに配置され、エンジンは後方に搭載されている。
オブイェークト770は3人乗りのドーム状砲塔を載せ、内部に130mm M-65戦車砲を積んだ。この主砲は砲安定装置と自動装填装置を装備する。また昼間及び夜間用の照準装置が砲塔内に組み込まれている。弾薬は37発を携行し、対航空機用として、砲塔後方のマウントに14.5mm KPV 重機関銃1挺が搭載された。
オブイェークト770は7個の転輪を持つが上部転輪は持たない。この戦車には油気圧式のサスペンションが乗員の快適性とよりよい照準性能のために搭載された。また10気筒4ストロークのDST-10ディーゼルエンジンが試作され、搭載されている。エンジンには過給機も組み込まれ、1000馬力を出力し、この戦車を55km/hで巡航させることができた。

## 開発
1960年代、ソビエトでは主力戦車の構想を受け入れるようになり、重戦車を機動力のある中戦車で置き換えるようになった。オブイェークト770の全ての開発作業は継続されることなく、オブイェークト770の試作車両のみが製造された。

## 残存車両
- ロシア
  - クビンカ：試作車がクビンカ戦車博物館に展示状態で保管されている。

## 関連書籍
- Steven J. Zaloga Andrew W. Hull; David R. Markov Soviet/Russian Armor and Artillery Design Practices: 1945-1995 (Darlington Productions, 1998) ISBN 978-1892848017
- Kinnear, James; Sewell, Stephen 'Cookie' Soviet T-10 Heavy Tank and Variants (Osprey Publishing, 2017) ISBN 978-1-4728-2051-8